# Wilfried Nancy
Wilfried Nancy (Le Havre, 1977. április 9. –) francia labdarúgó, edző. 2023 óta az amerikai Columbus Crew vezetőedzője.

## Pályafutása

### Labdarúgóként
Nancy a franciaországi Le Havre városában született.
1995-ben mutatkozott be a Toulon felnőtt keretében. 1998 és 2003 között a Beaucairois, a Raon-l'Étape, az Ivry, a Noisy-le-Sec és a Châtellerault csapatában játszott. 2003-ban az Orléans szerződtette.

### Edzőként
2016-tól az észak-amerikai első osztályban szereplő Montréal segéd-, míg 2021-től első számú edzője volt. A 2022-es szezont a 2. helyen zárták a Keleti Konferenciában, majd az egyenes kieséses szakaszban egészen a negyeddöntőig jutottak, ahol a New York City búcsúztatta őket. 2022. december 6-án, Caleb Portert váltva a Columbus Crew vezetőedzője lett.

## Edzői statisztika
2025. április 14. szerint

| Csapat        | Nemzet                    | –tól              | –ig               | Mérkőzések | Mérkőzések | Mérkőzések | Mérkőzések | Mérkőzések |
| Csapat        | Nemzet                    | –tól              | –ig               | M          | Gy         | V          | D          | Gy %       |
| ------------- | ------------------------- | ----------------- | ----------------- | ---------- | ---------- | ---------- | ---------- | ---------- |
| Montréal      | Kanada                    | 2021. március 8.  | 2022. december 6. | 79         | 37         | 17         | 25         | 46,8       |
| Columbus Crew | Amerikai Egyesült Államok | 2022. december 6. | Jelenleg is       | 104        | 57         | 27         | 20         | 54,8       |
| Összesen      | Összesen                  | Összesen          | Összesen          | 183        | 94         | 44         | 45         | 51,4       |

## Sikerei, díjai

### Edzőként
Montréal
- Kanadai Kupa
  - Győztes (1): 2021

Columbus Crew
- MLS
  - Bajnok (1): 2023

- Leagues Cup
  - Győztes (1): 2024

Egyéni
- MLS – Az Év Edzője: 2024